# De Drie Romers
De Drie Romers (Fries: De Trije Romers) is een voormalige  herberg en buurtschap in de gemeente Leeuwarden, in de Nederlandse provincie Friesland. De herberg lag direct ten westen van Roordahuizum aan de Rijksstraat tussen Leeuwarden en Zwolle.
Bij de aanleg van de Rijksstraat in 1827/28 ontstond bij Roordahuizum een pleisterplaats, die de De Drie Ro(e)mers werd genoemd. Later werden ook de namen De Groote Drie Romers, Nieuwe Drie Romers en De Grote Drie Romers gebruikt. In het Fries was het De (Grutte) Trije Romers. De naam van de herberg refereert aan het heilige getal drie en het borrelglas waarin drank werd geschonken, de roemer.
Bij de herberg ontstond een buurtschap. De herberg werd in 1959 afgebroken, maar de paardenstallen bleven bewaard. De buurtschap is vervolgens opgegaan in het dorp Roordahuizum. Op een van de gebouwen prijkt de Friese naam De Trije Romers nog.

## Oprichtingen van de Friese Maatschappij van Landbouw en de stamboeken
Later, in 1879, werden ook het 'Friesch Rundvee Stamboek' (later het Fries Rundvee Stamboek en het Fries Hollands Rundvee Stamboek) en het Fries Paarden Stamboek opgericht in de herberg. Ter herinnering aan de oprichting werden in 1923 een achttal tegeltableaus gemaakt door de aardewerkfabriek Tichelaar Makkum. De tableaus hangen sinds 1998 in het Fries Landbouwmuseum.

## De Blauwe Tent
In 1911 richtte de plaatselijke afdeling van de Nederlandse Vereniging tot Afschaffing van Alcoholhoudende Dranken onder leiding van de plaatselijke hervormde predikant Benjamin Broers ten zuiden van de Drie Romers een eigen café op, De Blauwe Tent. Deze was bedoeld als alternatief voor De Drie Romers. In de eerste jaren werd op zondagochtend letterlijk een tent opgezet, zodat kerkgangers naar deze plek konden voor hun niet-alcoholische drankjes. De tent werd in de avond weer afgebroken. Later werd het een permanent gebouw, en was vanaf 1921 dagelijks open. Als 'concurrent' overleefde De Blauwe Tent de Trije Romers.
Steden, dorpen en gehuchten: Aegum · Baard · Beers · Britsum · Cornjum · Finkum · Friens · Goutum · Grouw · Hempens · Hijlaard · Hijum · Huins · Idaard · Irnsum · Jellum · Jelsum · Jorwerd · Leeuwarden · Lekkum · Lions · Mantgum · Miedum · Oosterlittens · Oude Leije · Roordahuizum · Snakkerburen · Stiens · Swichum · Teerns · Warstiens · Wartena · Warga · Weidum · Wirdum · Wytgaard

Buurtschappen: Abbengawier · Angwier · Baardburen · Bartlehiem (deels) · Barrahuis · De Hem · Domwier · Fons · Groote Bontekoe · Gotum · Hezens · Horne · Hofland · Hoptille · Marwird · Midsburen · Naarderburen · Noordend · Oude Schouw (deels) · Rewerd (deels) · Schillaard · Schrins · Tichelwerk · Tjaard · Tjeintgum · Truurd · Tsienzerburen · Vensterburen · Vierhuis · Wammerd · Wiel · Wieuwens · Wilaard · Zuiderend

Voormalige buurtschappen: De Drie Romers · Hoek · Zuiderburen

Friesland: Steden en dorpen      Nederland: Provincies · Gemeenten